# Klubi Sportiv Teuta 2013-2014

## Rosa
| N. |                       | Ruolo | Calciatore                 |
| -- | --------------------- | ----- | -------------------------- |
| 1  | Albania (bandiera)    | P     | Bledjan Rizvani (capitano) |
| 2  | Albania (bandiera)    | D     | Hektor Idrizaj             |
| 3  | Albania (bandiera)    | D     | Durim Badalli              |
| 4  | Brasile (bandiera)    | D     | Buiu                       |
| 5  | Albania (bandiera)    | D     | Rustem Hoxha               |
| 6  | Albania (bandiera)    | C     | Idriz Batha                |
| 7  | Albania (bandiera)    | C     | Ansi Nika                  |
| 8  | Albania (bandiera)    | C     | Albi Dosti                 |
| 9  | Svizzera (bandiera)   | C     | Rijat Shala                |
| 10 | Albania (bandiera)    | A     | Erjon Mustafaj             |
| 11 | Cuba (bandiera)       | A     | Joel Apezteguía            |
| 12 | Albania (bandiera)    | P     | Alfred Osmani              |
| 13 | Montenegro (bandiera) | A     | Aleksandar Bezmarević      |
| 14 | Senegal (bandiera)    | A     | Amadou Samb                |
| 15 | Albania (bandiera)    | C     | Behar Berisha              |

| N. |                    | Ruolo | Calciatore       |
| -- | ------------------ | ----- | ---------------- |
| 16 | Albania (bandiera) | C     | Fabjan Beqja     |
| 17 | Italia (bandiera)  | C     | Luca Moscatiello |
| 18 | Albania (bandiera) | C     | Arbër Çyrbja     |
| 19 | Albania (bandiera) | D     | Tefik Osmani     |
| 20 | Albania (bandiera) | D     | Akil Jakupi      |
| 21 | Albania (bandiera) | C     | Eni Imami        |
| 22 | Albania (bandiera) | A     | Daniel Xhafaj    |
| 23 | Albania (bandiera) | A     | Ermir Rezi       |
| 24 | Albania (bandiera) | D     | Resul Kastrati   |
| 25 | Albania (bandiera) | P     | Pajtim Badalli   |
| 28 | Nigeria (bandiera) | A     | Ikechukwu Kalu   |
| 29 | Albania (bandiera) | C     | Julian Ahmataj   |
| 30 | Albania (bandiera) | C     | Bledar Hodo      |
| 31 | Albania (bandiera) | P     | Elhan Kastrati   |